# Julia Capulet
Julia Capulet (Engels: Juliet, Italiaans: Giulietta Capuletti) is een van de hoofdpersonages uit de romantische liefdestragedie Romeo en Julia van William Shakespeare. Ze is daarin de vrouwelijke tegenspeler van Romeo. Julia is de enige dochter van de heer van Capulet, de nestor van de familie Capulet. Het verhaal bestond al veel langer voordat Shakespeare erover ging schrijven.

## Relaties
Het toneelstuk speelt zich af binnen een korte tijdspanne van vier dagen. In deze periode wordt Julia zich bewust van haar aankomende volwassenheid, en ze krijgt te maken met ervaringen als romantiek, liefde, passie en zelfs de dood. Ze wordt het hof gemaakt door graaf Paris, een mogelijke huwelijkskandidaat die haar familie geschikt vindt. Ze wordt echter verliefd op Romeo en trouwt in het geheim met hem, ervaart daarna de dood van haar neef Tybalt en brengt een gepassioneerde liefdesnacht door met haar nieuwe echtgenoot, voordat hij uit de stad wordt verbannen. Vervolgens wordt ze door haar vader en moeder bedreigd en zelfs bijna verstoten als ze niet met graaf Paris wil trouwen; ook haar persoonlijke voedster, die haar vanaf haar geboorte opvoedde, laat haar op den duur in de steek. Ze brengt daarna twee dagen in een coma door na het innemen van een sterk slaapmiddel. Bij het ontwaken ontdekt ze dat ze weduwe is geworden en pleegt daarna zelfmoord naast het lichaam van haar geliefde man.
Shakespeares Julia geeft het publiek de indruk erg verlegen te zijn, maar ze blijkt koppig en intelligent te zijn ondanks haar nog jonge leeftijd. In het stuk fungeert zij als een klankbord en zorgt voor balans tegenover de impulsiviteit van Romeo. Velen beschouwen haar als de echte held van het stuk omdat zij vaak bepaalt welke wending het verhaal neemt. Zo is zij het die stelling neemt in hun relatie over de grenzen van hun gedrag, zij stemt toe dat hij haar mag kussen, zij belooft haar verbondenheid en toewijding aan hem en het is zij die voorstelt om in het geheim te trouwen. Ook Julia's vergevingsgezindheid, nadat Romeo haar neef Tybalt heeft gedood in een duel, geeft een volwassen indruk tegenover de gepassioneerde impulsiviteit van Romeo. Julia ondermijnt verder de wensen van haar familie, een rebelse actie tegenover een gevestigde Italiaanse familie, wat haar een heel complex karakter maakt in het stuk.

## In Verona

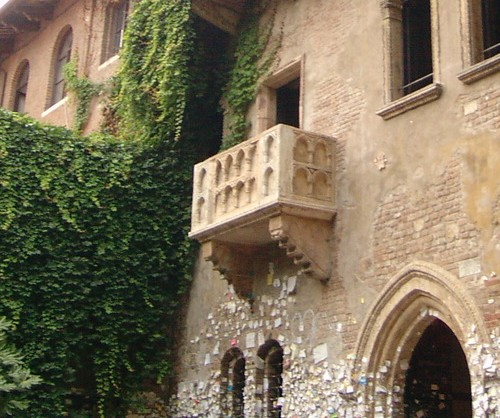
Julia's balkon.

### Huis van Julia
In Verona is het huis waarvan wordt gezegd dat het van de familie Capulet was (Italiaans: Casa di Giulietta), veranderd in een toeristische attractie. Het bestaat uit het balkon en een kleine achtertuin, waar alles plaats zou hebben gevonden. Daar bevindt zich ook een bronzen standbeeld van Julia. De metalen buste moet volgens de legende aan de rechterborst worden aangeraakt, dit zou geluk kunnen brengen. Het is een van de meest bezochte plekken in de stad. Veel mensen schrijven hun namen en ook de namen van hun dierbaren op de muur, bekend als Julia's muur, van de ingang van de tuin, waarin het standbeeld zich bevindt. Velen geloven dat het schrijven van brieven op de plek zelf, hun liefdesleven zeer ten goede zal komen. Na restauratie van het gebouw in 2019, was het de bedoeling, dat er in het vervolg op vervangbare panelen zou worden geschreven, die buiten de muur zouden worden geplaatst of witte vellen papier, geplaatst buiten de muren. Het is ook traditie om liefdesbrieven tussen de richels van de muren te stoppen, wat wordt gedaan door duizenden mensen per jaar. Deze worden dan later verwijderd door vrijwilligers en medewerkers, om de tuin opgeruimd te houden.

### Club van Julia
Sinds de jaren 30 werden er liefdesboodschappen en brieven achtergelaten in Verona. In 2010 had men circa 5.000 brieven ontvangen, driekwart daarvan kwamen van vrouwen. De grootste groep brievenschrijvers zijn Amerikaanse tieners. De brieven worden gelezen door plaatselijke vrijwilligers en als dit mogelijk is worden zij ook beantwoord. Sinds de jaren 80 is er een club in het leven geroepen Club di Giulietta, die gefinancierd wordt door de stad Verona. De club werd het onderwerp van een boek geschreven door Lise en Ceil Friedman en is ook de achtergrond voor een boek van Suzanne Harper uit 2008 en van de Amerikaanse film Letters to Juliet uit 2010.

## Vertolkingen
- Mary Saunderson was de eerste vrouw die Julia professioneel vertolkte, voorheen werd dit gedaan door mannen[5].
- Eliza O'Neill kreeg bekendheid met haar rol als Juliet op Covent Garden (1814)
- Judi Dench speelde Julia op het Londens toneel in 1960 onder regie van Franco Zeffirelli
- Olivia Hussey als Julia in Romeo and Juliet van Franco Zeffirelli.
- Claire Danes als Julia in Romeo + Juliet uit 1996 van Baz Luhrmann.
- Emily Blunt sprak de stem van Julia in bij de animatieproductie Gnomeo & Juliet.
- Hailee Steinfeld als Julia in Romeo & Juliet van Julian Fellowes.

## In literatuur
- Bevington, David, Ed. Romeo and Juliet, The Bantam Shakespeare (New York, 1988)
- Levenson, Jill L., Ed. Romeo and Juliet, The Oxford Shakespeare (Oxford, 2000)
- "Juliet's Taming of Romeo", Carolyn E. Brown; Studies in English Literature, 1500–1900, Vol. 36, 1996
- "A Psychological Profile of Shakespeare's Juliet: Or Was It Merely Hormones?" Nancy Compton Warmbrod The English Journal, Vol. 69, No. 9 (Dec., 1980), p. 29

- Gemeinsame Normdatei: 1136495266
- Library of Congress Control Number: nb2017012913
- Nationale Bibliotheek van Israël: 987007420016505171
- Nationale Bibliotheek van Polen: a0000003577810
- Virtual International Authority File: 42150030500810961625
- WorldCat: E39PBJfWX63ykCytxxgYgCHV4q